# Зугенгайм
Зугенгайм (нім. Sugenheim) — громада в Німеччині, розташована в землі Баварія. Підпорядковується адміністративному округу Середня Франконія. Входить до складу району Нойштадт-на-Айші–Бад-Віндсгайм. Складова частина об'єднання громад Шайнфельд.
Площа — 63,41 км2. Населення становить 2334 ос. (станом на 31 грудня 2020).

## Галерея

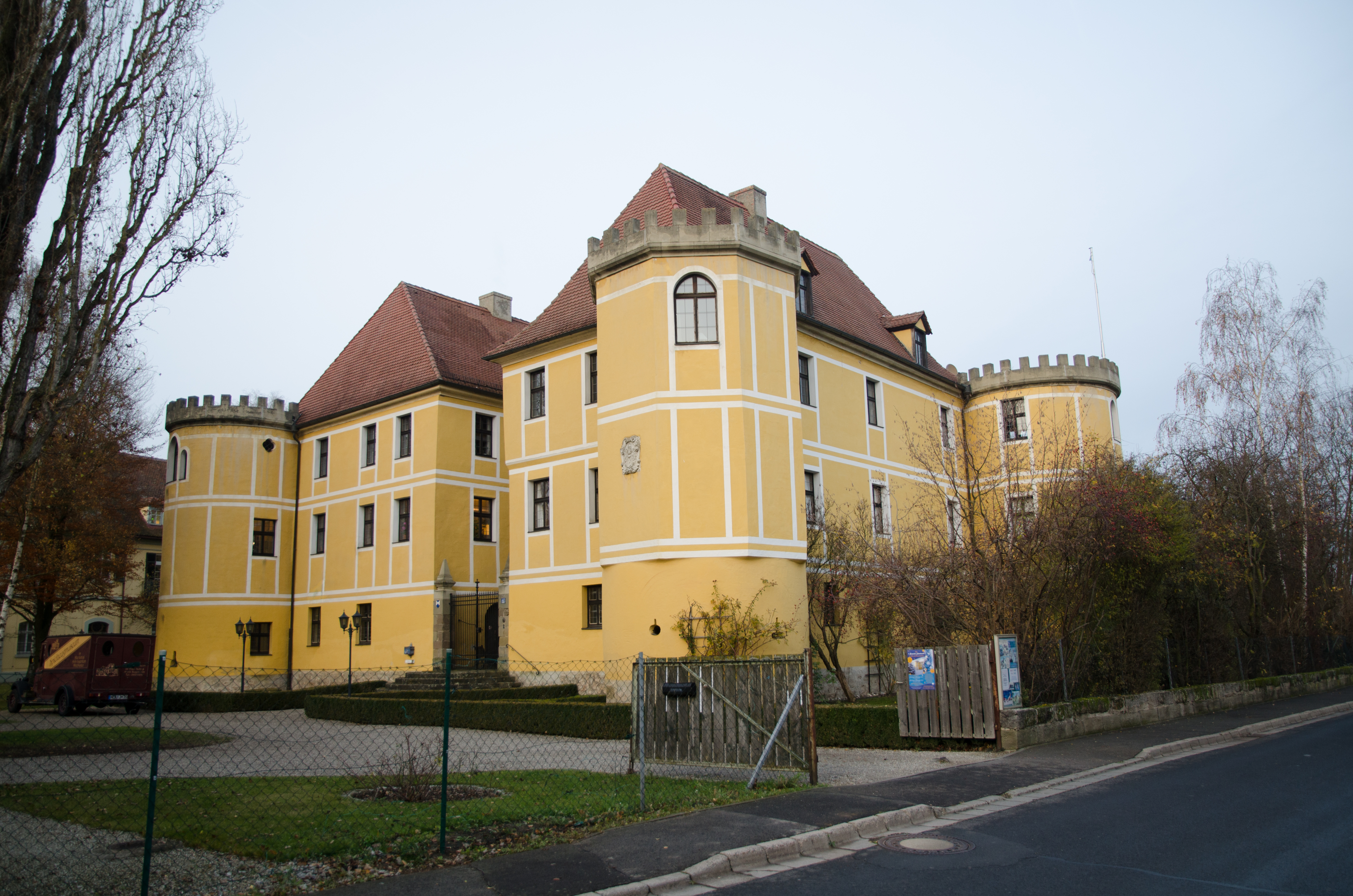